# Zaffaraya

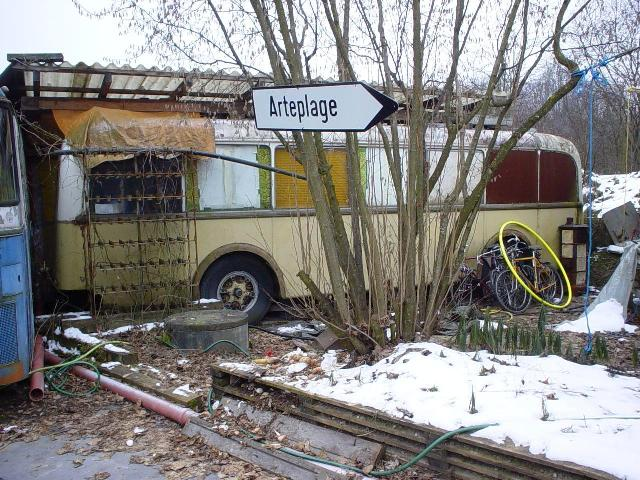
mobil-home du projet d'habitat alternatif Zaffaraya à Berne en 2003

Zaffaraya (ou « libre pays de Zaffaraya » de l’allemand « Freies Land Zaffaraya ») est un projet de forme de vie alternative dans la ville de Berne dont l’emplacement a fait l’objet de débats virulents dans la seconde moitié des années 1980.

## Histoire
Zaffaraya a été fondé le 31 juillet 1985 sur le terrain de l'ancienne usine à gaz sur les bords de l'Aar dans le quartier du Marzili à Berne dans un contexte de manifestations de la jeunesse pour l’obtention d’espaces autonomes. Il s’agissait à l’origine d’un campement de tentes et de roulottes.
Après un ultimatum fixé au 15 novembre 1987, la police bernoise évacue avec violence Zaffaraya le 17 novembre. L'expulsion est aussitôt suivie de la destruction du campement. Des manifestations de protestation et des grèves d’écoliers ont alors lieu réunissant jusqu'à 10 000 personnes. 
Ces événements divisent autant la presse, l’opinion publique que l’exécutif de la ville de Berne où la socialiste Gret Haller, défavorable à l’expulsion, s’oppose à la majorité bourgeoise. 
En octobre 1988, le terrain de l'ancienne usine à gaz est à nouveau occupé afin de protester contre les promesses non tenues de relogement, dans la foulée, une manifestation pour les formes de vie alternatives et contre la pénurie de logements est organisée. La police bernoise procède à l’évacuation des 20 occupants 4 jours plus tard. 
Après avoir passé l’hiver dans le camping du Eichholz à Köniz, les Zaffarayas acceptent l’offre des autorités de la ville de Berne de s’installer sur une colline à proximité de l’autoroute dans le quartier du Neufeld. Le lieu est aménagé en lieu de vie avec des arbres, un étang et des jardins ainsi que différentes cabanes pour y habiter. Un comité de juristes avait auparavant conclut à l’existence d’une base légale pour ces formes d’habitation.
En 1996, la mise à disposition de deux terrains pour les Zaffarayas est refusée par 60 % des votants.  
En 2006, un projet de tunnel autoroutier force à déplacer le village des Zaffarayas de quelques centaines de mètres.